# Эшенбах (Люцерн)
Эшенбах (нем. Eschenbach LU) — коммуна в Швейцарии, в кантоне Люцерн. 
Входит в состав округа Хохдорф. Население составляет 3266 человек (на 31 декабря 2006 года). Официальный код — 1026.

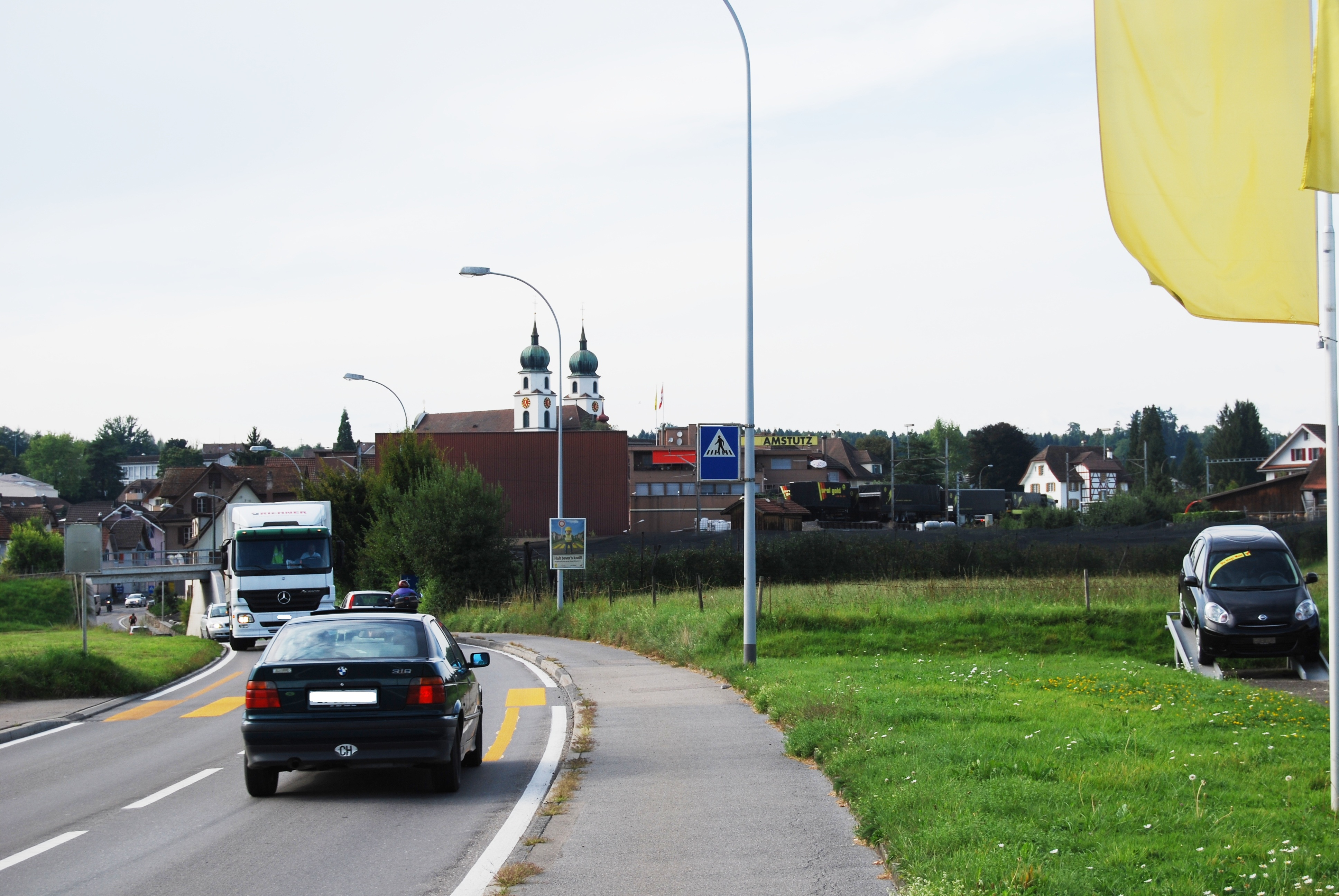
Эшенбах